# Wojskowe Warsztaty Szybowcowe – Kraków
Wojskowe Warsztaty Szybowcowe (WWS) – Kraków – przedsiębiorstwo produkcji szybowców.

## Historia
W związku z dużym zapotrzebowaniem na szybowce użytkowane przez Wojskowy Obóz Szybowcowy w Ustjanowej na przełomie lat 1934–1935 stworzono Wojskowe Warsztaty Szybowcowe, które miały zająć się produkcją szybowców na jego potrzeby. Nowe zakłady zlokalizowano w warsztatach 2. Pułku Lotniczego. Pierwszymi szybowcami produkowanymi w tych zakładach były Wrona-bis. W tych zakładach powstały prototypy szybowców konstrukcji inż. Wacława Czerwińskiego – WWS-1 Salamadra, WWS-2 Żaba i WWS-3 Delfin. Sam Wacław Czerwiński był w tych Warsztatach od 1935 r. głównym konstruktorem, a jego szybowce były w WWS produkowane seryjne.
Podczas swej działalności WWS wyprodukowały ok. 360 szybowców.